# ジョンファ
ジョンファ（정화、JungHwa、本名：パク・ジョンファ（朴正花）、1995年5月8日 - ）は、大韓民国京畿道安養市出身の歌手、女優。ガールズグループEXIDのメンバー。身長は169cm。

## 来歴
EXIDのメインダンサーでありサブボーカル。
2004年に『ストライキ中の妻たち』に子役として出演した。元JYPエンターテインメントの練習生で5年間生活を送っていた。2012年2月15日にEXIDのメンバーとしてデビュー。2015年にはウェブドラマ『ウェブトゥーン ヒーロー トゥーンドラ ショー』で主役を務めた。2019年バナナカルチャーとの契約満了に伴いJ,WIDEカンパニーへ移籍。現在は女優として活動を続けている。

## フィルモグラフィ

### テレビドラマ
- ストライキ中の妻たち（2004年）
- ワン・ザ・ウーマン（2021年）

### ウェブドラマ
- ウェブトゥーン ヒーロー トゥーンドラ ショー（2015年）
- マスク（2017年）
- 愛が時代を超えていなかったら（2018年）
- 社会人（2019年）
- マスクガール(2023年)

### テレビ番組
- THE SHOW（2017年） - MC
- 覆面歌王（2018年）